# Tetraedryt
Tetraedryt – minerał z gromady siarkosoli. Minerał rzadki, rozpowszechniony tylko w niektórych rejonach Ziemi. 
Nazwa nawiązuje do częstej, czworościennej (tetraedrycznej) postaci kryształów tego minerału.

## Charakterystyka

### Właściwości
Tworzy kryształy izometryczne – czworościany, rzadziej ośmiościany. Występuje w skupieniach ziarnistych, zbitych, w formie wypryśnięć na skałach. Jest kruchy, nieprzezroczysty, tworzy roztwór stały (szereg izomorficzny) z tennantytem. Bardzo często domieszką jest: rtęć  – (schwazyt), srebro – (freibergit), ołów – (malinowskit), nikiel – (frygidyt), tellur – (goldfieldyt), cyna – (ferrotetraedryt), kobalt.

### Występowanie
Składnik miedzionośnych i polimetalicznych utworów hydrotermalnych. Występuje razem z kruszcami – w żyłach i gniazdach kruszcowych. Jest spotykany w pegmatytach i skałach osadowych. Współwystępuje z chalkopirytem, bornitem, kowelinem, chalkozynem, arsenopirytem, galeną, sfalerytem.
Miejsca występowania:
- Na świecie: Namibia, Rumunia, Wielka Brytania, Niemcy, Szwajcaria, USA, Boliwia, Rosja, Węgry, Włochy.

- W Polsce: występuje w Górach Świętokrzyskich, w Tatrach, na Dolnym Śląsku oraz w rejonie Lubina.

### Zastosowanie
- ważna ruda miedzi i antymonu także srebra, rtęci, cynku, niklu, kobaltu;
- ma znaczenie naukowe (jako wskaźnik temperatury tworzenia się złóż);
- poszukiwany przez kolekcjonerów.